# معد فياض
معد فياض هو كاتب وصحفي وإعلامي عراقي يحمل الجنسية البريطانية، وُلد بمدينة البصرة، وبدأ عمله في مجال الصحافة عام 1975، ثم انتقل للإقامة بلندن منذ عام 1988، وعمِل مراسلًا وصحفيًا بصحيفة الشرق الأوسط في بغداد منذ عام 1988، ونُشرت له الكثير من المقالات والتحقيقات الصحفية بعدد من الصحف العراقية والعربية، ومنها صحيفة الرؤية، ويقدم برنامجًا تليفزيونيًا بعنوان «بالعراقي الفصيح». وقد اشتهر بتحريره لمذكرات الرئيس العراقي السابق جلال طالباني، وبتحقيقه الصحفي حول حادث مقتل السياسي عبد المجيد الخوئي ابن المرجع الشيعي الراحل أبو القاسم الخوئي بمدينة النجف عام 2003 في كتابه «ظهيرة ساخنة جدًا».

## أعماله ومؤلفاته
ألف معد فياض العديد من المؤلفات التي تنوعت ما بين المجموعات القصصية، والدراسات السياسية والتاريخية، والأعمال الفكرية، ومنها:
- مرجعية الإعتدال: صدر عام 2011 عن الدار العربية للعلوم ناشرون ببيروت.[2]
- ظهيرة ساخنة جدًا (القصة الحقيقية لمقتل السيد عبد المجيد الخوئي): صدر عام 2008 عن دار المدى للنشر والتوزيع ببغداد.[3][4]
- مذكرات جلال طالباني: صدر عام 2017 عن دار سطور للنشر والتوزيع.[5]
- جزيرة الأشباح: صدرت عام 1985 عن دار الشعب للنشر والتوزيع.[6]